# Dartevellopora cylindrica
Dartevellopora cylindrica is een mosdiertjessoort uit de familie van de Lichenoporidae. De wetenschappelijke naam van de soort is, als Dartevellia cylindrica, voor het eerst geldig gepubliceerd in 1944 door Borg.